# Erich Faust
Erich Faust (22 de Abril de 1921 - 14 de Agosto de 1944) foi um comandante de U-Boot que serviu na Kriegsmarine durante a Segunda Guerra Mundial.